# 熱傷
熱傷（ねっしょう）とは、火や高温の液体などの熱、放射線、化学物質、または電気の接触によって生じる損傷を言う。通称は火傷（やけど）である。より低い温度で長時間晒されることによる低温やけどもある。化学物質・放射線などが原因で生じる組織の損傷は化学損傷という。

## 概要
症状はその重症度で診断され、強い日焼けなどは一般にI度、それ以上では浅達性II度、深達性II度、III度までの診断基準が一般的である。浅達性II度では、発赤に加え水疱や腫れを生じ傷跡は残らず、深達性II度からやや白くなり痛覚も損傷し、III度では白や茶色などに変色し痛覚もやられているため逆に無痛となる。
手のひらが全身の1%とされる。II度で15%、III度で2%以上で入院が考慮される。応急処置は、ただちに水道水などで20分ほど冷やすことであり、濡れタオルなども第二の選択肢となる。冷やした後のラップは応急のドレッシング材として優れている。一般に1cm以上の水疱を除去し、予防を目的として抗生物質の投与を所定とするのは推奨されていない。火傷を覆うドレッシング材は、理想的には、湿潤環境を維持し、形を合わせやすく、非粘着性であり、つけ外ししやすく、それは痛みなく行え、感染から保護され、費用対効果がいいドレッシング材が適する。
治療は、浅達性II度では湿潤環境で保護、より深度が深い場合には植皮などほかの治療も考慮される。

## 予防
熱傷（やけど）の8割は、家庭での生活（部屋、台所）で起こる。原因別には、食品類（熱湯、油含む）、ストーブ、電気ポット、花火、電気アイロンが上位5位を占める（国民生活センター）。この他にも、浴室での高温の湯による火傷の事故が高齢者や幼児に起こりやすい。
乳幼児（3歳以下）の家庭内事故では、熱傷が最も多い。そのため、テーブルクロスや、熱い食品類（熱湯、油含む）、加湿器、温水器その他に近づけない事である。
安全対策が重要である。可燃物（灯油、ガソリンなど）の安全管理の徹底、焚き火や花火の際に安全を考えバケツに水を用意、子供だけで火気（ライターを含む）を扱わせない、高齢者がゆるい服装で調理をしない（気づかず着火するので）、など。
ガソリンは極めて容易かつ激烈に発火するため、ガソリンスタンドでは厳格な取扱を徹底する。ストーブ、ガス器具も同様である。オートバイや自動車のマフラーにも注意する。
ガス器具の爆発、ガソリンによる着火、建物火災に巻き込まれたり、何らかにより髪や衣服に火が燃え移った場合などにおいては、熱傷が重度、広範囲に渡る場合が多いため、重篤な症状あるいは死亡に繋がりやすい。直ちに応急処置と救急要請が求められる。
ストップ、ドロップ＆ロール
衣服に着火した場合、気を付け式の姿勢で横になり、燃えている部分が地面に接触するように地面を転がることで消火できる。

## 低温熱傷
温熱熱傷の1つ。皮膚表面に赤紫色の網目状の模様を呈することから大理石様皮斑（だいりせきようひはん）とも呼ばれる。低温やけど、ひだこ、ナモミなどの別称がある。低温熱源に長時間直接接触、あるいは輻射熱により皮膚表面に近い表在性血管が持続的に拡張によって発症し、発症までの時間は接触部の温度が44℃だと約6 - 10時間で受傷するが、熱源がより高温になるに従い短時間でも受傷する。
溶鉱炉や精錬所等の職業従事に起因することもあるが、一般人が日常生活で使用する炉や冬季の暖房器具（炬燵、湯たんぽ、懐炉、ストーブ）などで長時間曝露されることでも発症が見られる。温度調整が可能な電気コタツ、電気毛布、ホットカーペットなどで比較的低温に設定している場合でも、熟睡や運動不随、高齢による知覚緩慢、泥酔、一酸化炭素中毒、糖尿病による循環器不良などで無知覚なまま受傷してしまうケースも多い。体温調節が未発達な乳幼児では併せて熱中症の危険も伴う。近年では、ノートパソコンをひざ上に乗せて長時間使うことで下面からの放熱で受傷したり、キーボードやパームレストからの放熱で手のひらを受傷してしまったとの報告がある。

### 重症になりやすい低温熱傷
低温熱傷は極端に熱源の接触時間が長いため、発赤や水疱形成だけに見えても深部に深い損傷を負っていることが多い。睡眠時は痛みに気づかないため深達性II度(DDB)まで傷を負い、さらに進行性に深くなりIII度(DB)まで達することもまれにはある。深くなる理由としては、皮膚の血流量より脂肪層の血流量が少なく、皮膚の血流で受傷した創が冷やされて軽症に見えても脂肪層では血流により冷却されないことが挙げられる。

### 低温熱傷の予防
- 就寝時低温熱傷では湯たんぽによるものが圧倒的に多い。電子サーモスタットを有しない構造が要因の1つにある。近年の湯たんぽブームにより、使用中の発症が増加する傾向にある。
- 体の同一箇所を暖房器具に長時間触れさせないようにする。
- 暖房器具を使用する人の状態によっては周囲の人が配慮する。

## 温熱以外で生じる主な皮膚軟部組織の損傷

### 化学熱傷・化学損傷
化学熱傷(chemical burn)・化学損傷(chemical injury)は、薬傷とも称され、酸、アルカリなどの化学薬品、腐食性芳香族化合物、脂肪族化合物、芳香族炭化水素、石油関連製品による熱作用を伴わない損傷。数時間にわたって徐々に組織が壊疽（gangrene）するのが特徴。
人体を含め多細胞生物の細胞はごく限られた環境でしか生存できないので、化学物質に晒されて体表の細胞の機能が損なわれると結果として熱傷と同じ状況になる。粘膜以外の皮膚表面では角質層に覆われている為、付着した量や角質層に対する透過性の差が化学的腐食の強度の差として現れる。

### 電撃傷
電撃傷(electrical injury)は、電流による損傷。電流への抵抗によって生じる5000℃ほどの熱で組織が破壊される。また、組織が出す水蒸気により、内部からの水蒸気爆発により損傷する。体内に電流が流れることにより火傷は非常に深部まで及ぶことが多い。
重症度は電圧、電流、伝導体への接触時間に左右される。交流電源は直流電源より危険度が高い。送配電線など6600V以上で感電した場合は高熱により瞬時炭化、又は原形をとどめず破壊される場合も多い。筋損傷、血管損傷、心停止（心室細動）のおそれがあり、また絶縁後も進行性壊死が見られる。主に深部組織が損傷するため、体表からの観察で重症度を判定するのは困難である。
雷によって起こる事例は雷撃傷とも呼ばれる。

### 放射線熱傷
放射線熱傷(radiation burn)は、放射線被曝やX線の過剰照射による損傷で、多くは放射線治療を行う医療現場で発生する。高線量の放射線により皮膚を構成する細胞や血管が傷害され、熱傷に類似した症状を呈する。「核焼け」とも言われ、チェルノブイリ原子力発電所事故で消火活動に当たった消防士に見られた。また原爆の被爆では主にこのタイプである。
日焼けも厳密に言えば熱傷である。太陽光線に含まれる紫外線(UVA, UVB)に曝露すると、皮膚組織の破壊が起こる。日焼けといえども、照射時間・範囲のいかんによっては重態になる可能性がある。
ベータ熱傷
放射性核種が露出した皮膚や眼球に付着すると、高い運動エネルギーを持つ電子であるベータ線がその表面にエネルギーを与え、熱傷させる。このことをベータ熱傷と言う。
また放射線の熱傷は染色体破壊など遺伝子レベルで損傷を受けていることがしばしば見られる。

## 症状・診断
熱傷の重症度は、その深さと面積で決定される。

### 熱傷深度
皮膚は表皮と真皮からなる。熱傷の深さは皮膚のどの層まで損傷が及んでいるかで表される。
I度は、農作業、日光浴など、太陽への暴露によって起こり、最も外側の皮膚（表皮）が火傷した場合である。肌は、そのままであり、赤く、温かく、触ると痛い感じ、水疱はないか小さい。
II度では、皮膚の第2層である真皮まで達しており、非常に赤く、水疱があり、非常に痛く、腫れもある。一般に7cmより小さい場合軽症とする。これより大きいか、顔、目、関節など身体機能に関する部分を含んでいる場合、外観や機能の喪失の懸念のため医学的な注意が必要となるため、救急に行く。
III度では、皮膚のすべての層に達しており、皮膚は、黒や白くなり乾燥し、永久的な損傷を起こす可能性がある。大きさに関わらず、ただちに医師によって評価される。

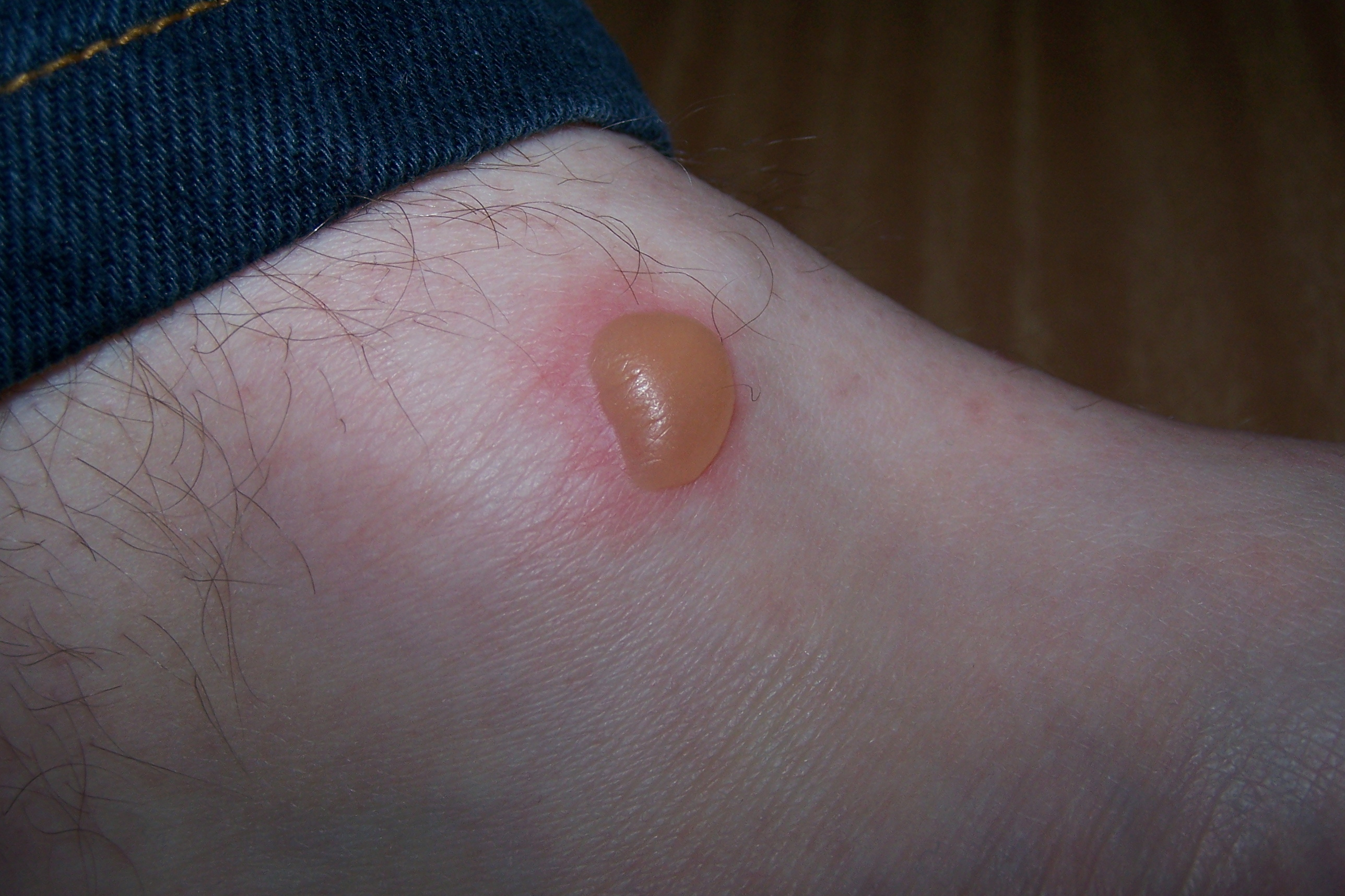
足のII度の熱傷。緊満性水疱がみられる。

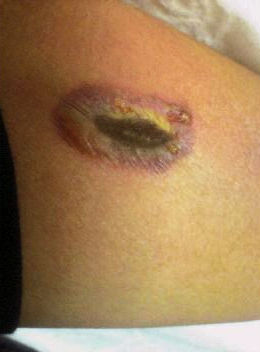
III度の熱傷。黒い部分は壊死した皮膚である。

| 深度                                     | 傷害組織                               | 外見                                                               | 症状                                       | 治癒期間  | 瘢痕                   |
| ---------------------------------------- | -------------------------------------- | ------------------------------------------------------------------ | ------------------------------------------ | --------- | ---------------------- |
| I度 (EB:epidermal burn)                  | 表皮・角質層まで                       | 発赤、充血                                                         | 痛み、熱感                                 | 数日      | 残らない               |
| 浅達性II度 (SDB:superficial dermal burn) | 表皮・有棘層、基底層まで               | 水疱、発赤、腫れ、湿潤                                             | 強い痛み、灼熱感、知覚鈍麻                 | 約10日間  | ほぼ残らない           |
| 深達性II度 (DDB:deep dermal burn)        | 真皮・乳頭層、乳頭下層まで             | 浅達性II度とほぼ同じだが、やや白くなる。                           | 浅達性II度とほぼ同じだが、知覚鈍麻が著しい | 2週以上   | 残る可能性有           |
| III度 (DB:deep burn)                     | 真皮全層、皮下組織、極度の場合は骨まで | 白や茶色などに変色、ひどく焼けただれる、乾燥、壊死、場合により炭化 | 無痛、知覚なし                             | 1ヵ月以上 | ケロイドなどになり残る |

#### 浅達性II度熱傷(SDB)と深達性II度熱傷(DDB)について
SDB、DDBは水疱を作る点で共通であるが瘢痕を残すか残さないかの点で予後が異なる。皮膚が薄い場合、初期の判定が困難で、受傷後数日から2週で判別するケースもある。通常、ピンセットなどで患部を圧迫し、ピンセットを離した時白くなった部位が元に戻ったらSDB、そのまま血流が滞り白かったらDDBである。また一般論としてDDBから植皮を治療法として検討するが、救命や感染対策以外の目的で手術をおこなう場合は、年齢・部位・面積・社会的背景などを考慮する。

#### 深達性II度熱傷(DDB)とIII度熱傷(DB)について
DDBとの見極めは受傷後数日あるいは手術時に判明するケースもある。
日本熱傷学会では熱傷深度をI・II・III度と分類する。日本熱傷学会でいうIII度熱傷をIII・IV・V度と細分化して表記する場合もみられる。

### 熱傷面積
熱傷面積にI度熱傷は含めない。熱傷面積はII・III度熱傷で計測する。単位は%BSA。(BSA:body surface area)。
熱傷面積を大まかに計測する方法として以下の法則がよく知られている。
手掌法
成人に適用
手掌の面積を全身の1%として計算する
9の法則
成人に適用
頭部・左上肢・右上肢をそれぞれ9%、体幹前面・後面・左下肢・右下肢をそれぞれ18%、陰部を1%で計算する。
5の法則
乳幼児に適用
乳児の場合、頭部・体幹前面・後面をそれぞれ20%、四肢をそれぞれ10%で計算する。
幼児の場合、頭部を15%、左上肢・右上肢をそれぞれ10%、体幹前面を20%、体幹後面・左下肢・右下肢をそれぞれ15%で計算する。
II度以上の熱傷面積が成人の場合20%、小児の場合10%を超えると重症化するため、速やかに医師の処置を受けねばならない。
精密な熱傷面積の計測にはランド・ブロウダー図表が使用される。

### 気道熱傷・気道損傷
火災などで高温の気体やススを吸い込んだ場合、上気道や気管に熱傷を負うことがあり、これを気道熱傷、気道損傷 (Inhalation Injury) と称する。熱傷を負った気道は徐々に浮腫を起こして狭窄し、窒息を招くため非常に危険である。そのため、気道熱傷は人工呼吸管理を含めた集中治療が必要となることから、3次医療機関へ救急搬送すべきである。気道の熱傷は外見からはわかりにくいので特に注意が必要である。気道熱傷のおそれがある場合は一見全身状態が良くてもあとから気道狭窄を起こす場合があるため挿管の必要がある。狭窄を起こした状態での挿管は困難もしくは不可能である。
気道熱傷の可能性を示す徴候として、口腔・鼻腔のススの付着が挙げられる。

### 熱傷重症度の基準
いずれも治療上の目安であり現実の判断は医療機関により異なる。基礎疾患群（循環器系、糖尿病、慢性腎ほか）はより重症と捉えるべきである。
BSA、BI、PBIの正確な算出には期間を要することもあるが、重症熱傷につき受診時白血球数が入院死亡率と相関性があるとする報告がある。日本国外でSCORTENを採用する所もある。Arzの基準、BSA、BI、PBIともトリアージへの使用を意図していない。
III度熱傷や体表面積の15％以上に及ぶ広範囲II度熱傷、気道熱傷、意識障害を伴う熱傷、顔面・手足・会陰部の熱傷は重症熱傷であるため3次医療機関への救急搬送が妥当である。

#### Arzの基準
Artz CP, Moncrief JA : The Treatment of Burns. W. B. Saunders, Philadelphia, 1969. 94―98．
|            | 基準 | 備考 |
| ---------- | --- | --- |
| 重症熱傷   | - II度 30%BSA以上 - III度 10%BSA以上 - 顔面、手、足のIII度 - 気道熱傷合併 - 軟部組織の損傷や骨折の合併 - 電撃熱傷 | 派生 - 小児、高齢者につき - II度 20%BSA以上 - III度 5%BSA以上 - 陰部、肛門、主要関節と周囲のIII度を加える - 化学熱傷ほか特種な熱傷を加える |
| 中程度熱傷 | - II度 15 - 30%BSA - III度 2 - 10%BSA（顔面、手、足を除く）                                                       | 派生 - 小児、高齢者につき - II度 10 - 20%BSA - III度 2 - 5%BSA - 陰部、肛門、主要関節と周囲のIII度も除外                                   |
| 軽度熱傷   | - II度 15%BSA以下 - III度 2%BSA以下                                                                               | 派生 - 小児・高齢者につき - II度 10%BSA以下                                                                                                |

#### 熱傷指数 (BI)
Burn Index (BI)。下記を満たす場合を重症熱傷とする。
- Burn Index (BI) = 1⁄2 II度熱傷面積 + III度熱傷面積 ≧ 10 から 15
（単位：%BSA）

#### 熱傷予後指数 (PBI)
Prognostic Burn Index (PBI)。
- Prognostic Burn Index (PBI) = 年齢 + Burn Index (BI)

| PBI       | 評価         |
| --------- | ------------ |
| 120以上   | 致命的       |
| 100 - 120 | 救命率は低い |
| 80 - 100  | 死亡例あり   |
| 80以下    | 生存可能     |

## 熱傷の治療

### 応急処置
ただちにぬるま湯や、水道水（12-18度）で冷却し、熱を除去することが、火傷の進行を防止し、痛みを緩和し、清潔にすることにもなる。濡れタオルなどは第二の選択肢となる。氷や非常に冷たい水は、血管収縮を起こし逆に傷を深くする可能性があり避けられる。化学熱傷では、pHが正常となるまでより長い流水を必要とする。目は減菌された生理食塩水で十分に洗う 。または水道水でもよい。広範囲（あるいは内ももなど体幹）を長時間冷やしすぎは不整脈や意識障害を起こす場合もある。寒くて震えはじめたらやめる。イギリスの熱傷学会の2015年の声明では、流水時間は5分でも30分でもなく、20分が最適とし、また子供の低体温の注意を促している。流水は早いほどよいが、3時間以内まで有益である。衣服や装飾品を外す。
日本皮膚科学会の2017年のガイドラインは、小範囲では水治療を推奨するが、広範囲重症では、公共施設などでは感染の原因ともなるため、感染対策を施したうえで推奨している。
国際的なガイドラインでは、冷やした後、ラップなどのドレッシング材を用い、乾燥や細菌コロニーの形成を防止し、曝露した末端神経の痛みを緩和する。ポリ塩化ビニールのフィルム（ラップ・サランラップ）は応急のドレッシング材として優れており、締め付けず火傷に被せるように覆う。次の選択肢は、清潔なコットン製シーツやこれに似たものである。セロファン製フィルムは化学熱傷の場合に悪化させる可能性がある。水や生理食塩水に浸した包帯でもよい。亜熱帯の熱く湿気の多い気候では、細菌感染しやすいため、火傷を露出したままか、清潔なタオルで緩く覆うか、保湿性軟膏を用いる。
イギリスの声明では、ラップを用い、なければ代替として清潔な布、あるいは非粘着性の被覆材を用いる。ラップは顔に用いない。
手近にあるコップの水でもお茶でもまずかけること。15分ほど冷やしたら速やかに医師の診察を受けること。
- 服は脱がせず、そのまま水をかけること。無理に脱がそうとすると皮膚が剥がれ、損傷が酷くなる。
- 水疱（水ぶくれ）は破らないこと。破ると感染を起こしやすくなる。
- 乳幼児や老人は低体温を起こしやすい。ひととおり冷やしたらすぐに病院へ搬送する。
- 気道熱傷のおそれがある場合は、息ができなくなってからでは手遅れになってしまうので、直ちに救急搬送を依頼する。
- 電撃傷などで心肺停止状態にある場合は心肺蘇生が優先される。

オーストラリアの研究者は、応急処置に、唾液、アロエベラ、ティーツリー含有ジェル Burnaid、の使用は推奨していない。これらは以前の豚を使った真皮までの深い熱傷治癒研究により、治癒期間の短縮や、外観に差を生じなかった。アロエベラは、ジェル状となり鎮痛作用はあるようだが、もっと治癒効果としては浅い火傷において有益だと考えられる。ティーツリー含有冷却材のBurnaid ジェルも、期待できるのは主に鎮痛作用だが、広範囲の熱傷では低体温のリスクがある。

### I度熱傷(EB)
減菌された包帯や、清潔な布で覆う。皮膚にアロエベラ成分を含むローションを塗る。脱水しているようであれば、電解質を含む水を飲む。通常さらなる治療を必要としない。痛みがあり、知覚は鋭敏である。
湿潤療法を普及させてきた夏井睦によれば、ラップで覆えば痛みはおさまる。

### 局所治療
- 火傷から6時間までの病院への到着では、火傷が綺麗であれば、洗い、プラスチック製の粘着ラップで覆う。火傷の評価を容易にし、外す際に不快感を与えないためである。それ以上かかり綺麗な場合は、低粘着性のシリコン製のドレッシング材を使う[2] （つまり時間と共に滲出液によって全体的に水疱として膨れてきたりする）。
- 汚れているか燃えていた場合には、水道水や減菌水で洗い、銀含有ドレッシング材や、スルファジアジン銀クリームを使う[2]。

Wounds Internationalの2014年のガイドラインでは、抗菌材としてスルファジアジン銀のクリームは、一般的に使用されるが、治癒自体は遅らせる可能性があるとする。日本皮膚科学会の2017年のガイドラインは、選択肢のひとつとしており、予後をよくするか不明であり、すべきとする意見、すべきでないという意見の両方があるとし、III度の熱傷では使用を推奨している。（また日本では、医薬品添付文書で、軽症の火傷には疼痛を起こすため禁忌とされている）
また、2017年のシステマティック・レビューは9つのランダム化比較試験 (RCT) を発見し、ハチミツ・ドレッシングはスルファジアジン銀ドレッシングより良好とした（銀クリーム6、銀含浸ガーゼ3）。同様に2015年のシステマティック・レビューは、6つのRCTを見出し同じ結論を下した。ハチミツ・ドレッシングはスルファジアジン銀ドレッシングと比較して、I度とII度の熱傷に良好であり、短期間で減菌し治癒期間を短縮し、肥厚性瘢痕および拘縮のない完全な回復はハチミツで81%、銀で37%であった。
ケアは通常看護師が行い、以下の目的に基づく。
- 感染リスクの予防・軽減
- 湿潤療法
- 最適な痛み緩和
- 患者教育

一般に1cm以上の水疱を除去し、小さいものは残す。手の水疱は動きに支障がなければ残す。壊死した皮膚を除く。Wounds Internationalの2014年のガイドラインでは感染が疑われる場合、検査のために採取するが、予防を目的として抗生物質の投与を所定とするのは推奨されていない。 日本皮膚科学会の2017年のガイドラインは、所定の抗菌薬の投与は否定的な結果も多く有効性を示す十分な根拠がないため明確な推奨ができないとするが、選択肢のひとつとして提案するとし、リスクの高い例を挙げている。
ドレッシング材には以下のように幅広い種類があるが、どれがいいか結論するまでの強い証拠はない。理想的には、湿潤環境を維持し、形を合わせやすく、非粘着性であり、つけ外ししやすく、それは痛みなく行え、感染から保護され、費用対効果がいいということである。痛みは重要な考慮事項である。
- 伝統的なドレッシング材には、パラフィン含浸ガーゼや吸収用脱脂綿があるが、これらは傷にくっつく。
- アルギン酸塩は、カルボキシメチルセルロースと組み合わせたものがある。滲出液の多い場合に使え、乾燥した傷口には、皮膚に付着するため用いない。
- 発泡体、親水性ポリウレタン発泡体など。中等度から多い滲出液に使え、少ない場合には使わない。
- 医療グレードのハチミツ含有ドレッシング材。浸透圧により痛みを起こすことがある。
- ハイドロコロイドは、感染が疑われたり滲出液が多い場合には使えない。
- シリコンやリポコロイドの接触層をもつものは、滲出液の少ないものに。
- ポリウレタン・フィルム
- 銀のクリームや含浸ドレッシング材は、感染の兆候がある場合に。

代替医療
また発展途上国では、羊膜、バナナの葉、パパイヤペースト、ジャガイモなど、高価なドレッシング材の代替的に用いられているものが効果的であると示されている。
蜂蜜に関してさらに言えば、イランで伝統的に使われる蜂蜜・ごま油・オリーブオイルを混ぜた軟膏がII度熱傷に有効であったというRCTがある。

#### 浅達性II度熱傷(SDB)
患部を湿潤環境で保護し、上皮化（皮膚の再生）を待つ。具体的にはハイドロコロイドなどの被覆材を貼る。幼児では熱傷創の状態に関係なく被覆材で熱傷創を密封した場合、発熱をみる頻度が高い。強い痛みがあり、知覚は維持される。
浸潤環境の維持のためワセリン軟膏基剤を基本とする。

#### 深達性II度熱傷(DDB)
基本的にSDBと同じであるが、広範囲にわたる場合は植皮を考慮する。全周性のDDBには減張切開をおこなう。
痛みはかえって鈍くなり、知覚鈍麻がある。

#### III度熱傷(DB)
デブリードマン（壊死組織を除去する）が第一選択である。広範囲であれば植皮の適応となるが、小範囲であれば湿潤環境で保護し周囲からの上皮化を待ってもよい。全周性のIII度熱傷には減張切開をおこなう。
また、III度以上の真っ黒に炭化した熱傷をIV度、V度と呼ぶ医師もいる。広範囲重症熱傷における植皮については、自分の別の部位の皮膚を使う自家皮膚移植が最も勧められるが、それでも熱傷部分をカバーしきれない部分はスキンバンクから取り寄せた凍結同種皮膚移植により創部の保護・感染予防を行なうこともある。
夏井睦によれば、医師によっては2週間をめどに上皮化しない場合に皮膚移植が必要と言われることがあるが、III度と診断されても1-2か月かけて上皮化する場合もある。
神経が破壊されるため、無痛である。感覚も消失する。

### 全身管理
II度以上の熱傷面積が成人の場合20%、小児の場合10%を超えると全身状態が悪化するため、入院治療が必要である。
広範囲熱傷では細胞外液が急速に喪失し、脱水による低容量性ショックが起こる。これに対し乳酸リンゲル液の大量輸液が行われる。
必要輸液量は患者の体重を元に計算する公式が用いられ、
代表的なものにはパークランド法などがある。急速なサイトカインの流出による浸透圧の変化に対応するべく
コロイド溶液、アルブミン製剤を用いる輸液法もある。
- パークランド法(日本ではバクスター法ともよばれる)
輸液量(ml/day)= 熱傷面積(%) × 体重(kg) × 4

また、広範囲熱傷では全身性炎症反応症候群(SIRS)や創感染が起きやすく、遷延すると多臓器不全を引き起こすため、これらの制御を目標とした集中治療が行われる。

#### 重度熱傷の生理的反応及び変化
II度熱傷面積が小児で15%以上、成人で30%以上のことを言う。一般に輸液療法の絶対的適応である。
- 急性期（acute stage）もしくはショック期：受傷より48時間以内（72時間以内とする場合もある）。
  - 血管透過性の亢進により血漿が血管外に大量に漏出し、循環血漿量の減少が生じる。
  - 大量の細胞外液の喪失。
  - ショック（受傷後48時間はショック期とされている）。
  - 汗腺、皮膚腺の破壊。
  - 疼痛(pain) 等。
- 亜急性期（sudacute stage）：受傷より48時間以降、2週間以内。
  - 多臓器不全(MOF)。
  - 皮膚表面の細菌感染(infection)防御力喪失（受傷後72時間後以降）。
  - 進行性壊死。
  - 合併症(conpication) 等。
  - 血液障害。
- 慢性期(chronic stage)：受傷より2週間以降、症状おおむね固定、生命の予後への懸念軽減。
  - 疼痛。
  - 精神的苦痛。
  - 瘢痕拘縮。
  - 栄養障害(malnutrition) 等。
- 回復期：リハビリ(rehabilitation)期とも。
  - 疼痛。
  - 精神的苦痛（リハビリが辛い、またはリハビリがはかどらないもどかしさ）など。

## 化学熱傷の治療
体表が化学的腐食を受けた場合、初めになすことは水で15分以上洗い流すことである。水溶性が低くても連続的に洗い流されることによって、付着物の濃度が下がり熱傷の拡大をふせぐことができる。中和などの試みは、まず効果を上げることはなく、かえって熱傷を拡大させる。
呼吸器が冒された場合は、直後には症状が現れなくとも、数時間後に肺水腫となり致命的になる場合があるので、軽症でも医療機関の治療を受けるべきである。

## 合併症
- 脱水
- 感染症
- Curling潰瘍
- 肥厚性瘢痕
- ケロイド
- 水疱（水ぶくれ）
- 拘縮
- 多臓器不全、敗血症、SIRS、ARDS

## 予後の管理
治癒したら、色素沈着しないよう直射日光を避け、日焼け止めを用いる。ベビーオイルなど乾燥を減少させ潤いを保つ。この際、成分の香料が皮膚刺激を起こすこともある。治癒後、半年まで痒みが生じるかもしれず、痒ければ抗ヒスタミン薬を用いたり、夜間に掻かないよう指の爪を切る。
円を描くようにするマッサージ。衛生的にし、適切に栄養を摂取する。

## 診療科
- 形成外科
- 皮膚科
- 救急科